# Comuna Guleanca, Ocna
Guleanca (în ucraineană Гулянська сільська рада, transliterat: Huleanka) este o comună în raionul Ocna Roșie, regiunea Odesa, Ucraina, formată din satele Budaiivți, Fedorivka, Huleanka (reședința), Novorozivka, Platonove, Trîhradî și Uleanivka.

## Demografie
Componența lingvistică a comunei Guleanca
     Ucraineană (89,09%)
     Română (7,3%)
     Rusă (3,53%)
     Alte limbi (0,08%)
Conform recensământului din 2001, majoritatea populației comunei Guleanca era vorbitoare de ucraineană (89,09%), existând în minoritate și vorbitori de română (7,3%) și rusă (3,53%).